# Storebrand
Storebrand é uma empresa norueguesa de serviços financeiros, as principais atividades da empresa estão relacionadas a seguros de vida e poupança previdenciária. No entanto, a empresa também possui grandes divisões que trabalham em gestão de ativos, investimentos, bancos. Por meio da aquisição da Swedish SPP do Handelsbanken em setembro de 2007 por 1.9 bilhão de euros, a Storebrand ganhou uma divisão considerável dedicada ao mercado sueco de seguros de vida.
Tem sede na cidade de Lysaker na Noruega e foi fundado em 1767.

## História

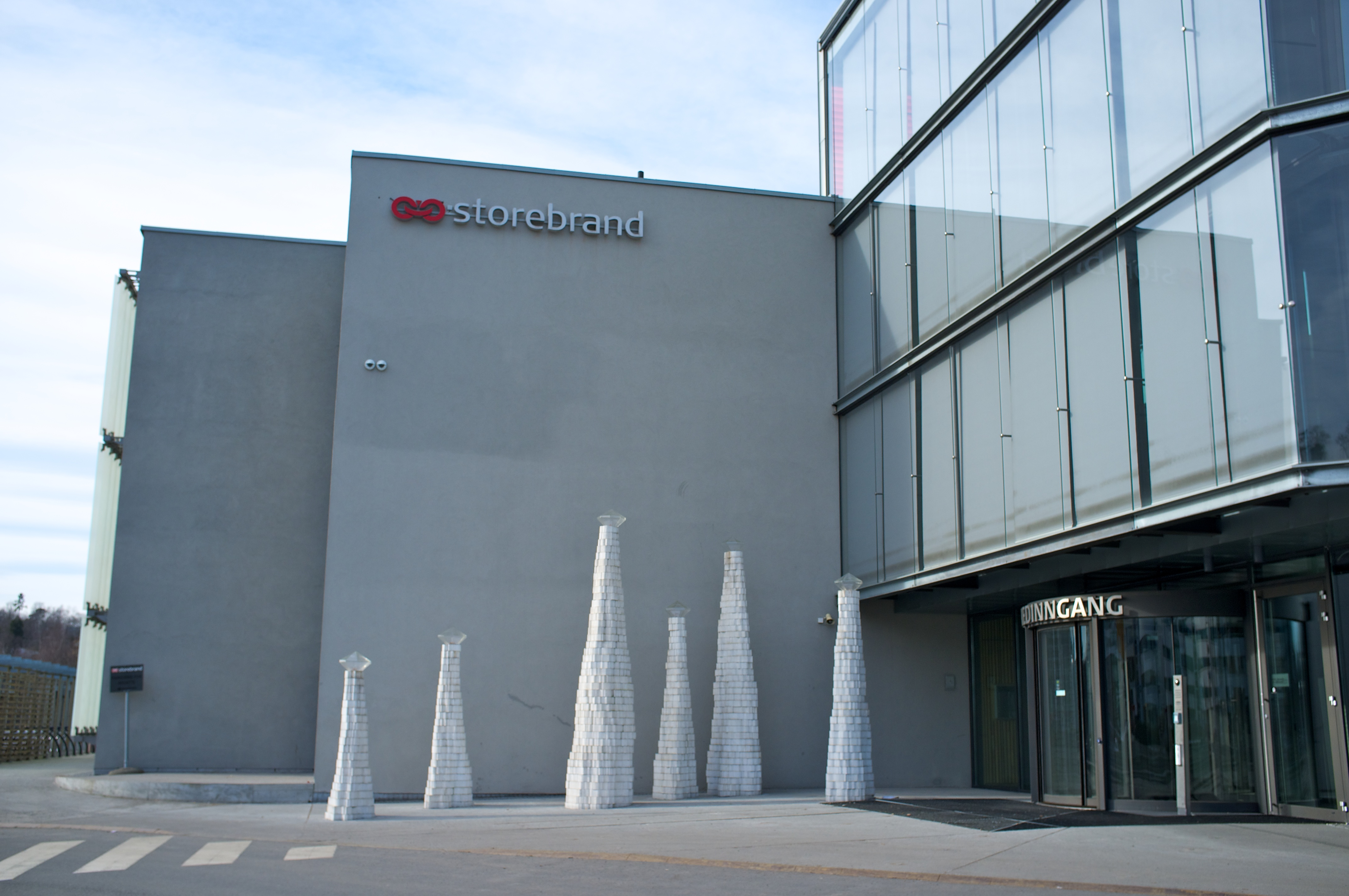
Sede da Storebrand em Lysaker na Noruega.

Foi criada com o nome de Den almindelige Brand-Forsikrings-Anstalt em 1767 na cidade de Copenhague, com a separação da Noruega da Dinamarca em 1814, a gestão foi transferida para Christiania, a antiga capital da Noruega, agora conhecida como Oslo.
Em 1847, a companhia de seguros P&C, Christiania Almindelige Brandforsikrings-Selskab for Varer og Effecter foi fundada e ficou conhecida como Storebrand. Em 1861, a Storebrand criou a Idun, a primeira seguradora de vida privada na Noruega. Em 1867, a empresa de seguros P&C Norden foi fundada, competindo com Storebrand. Em 1917, foi criada a seguradora de vida Norske Folk.
Em 1923, a Storebrand adquiriu quase todas as ações da Idun e mudou seu nome em 1925 para Christiania Almindelige Forsikrings-Aksjeselskap Storebrand A empresa adquiriu a principal seguradora de viagens da Noruega, Europeiske, em 1936, e iniciou uma onda de aquisições, como Norrøna em 1962 e Norske Fortuna em 1963.
Em 1978, a Storebrand mudou seu logotipo e o nome formal do grupo para A/S Storebrand-Gruppen. Em 1983, a Storebrand se fundiu com o Grupo Norden e, em 1984, Norske Folk e Norges Brannkasse se uniram sob o nome UNI Forsikring.
Em 1990, a Storebrand e a UNI Forsikring se fundiram oficialmente em 1991. Em 1996, a empresa mudou seu nome para Storebrand ASA e fundou o Storebrand Bank ASA. Em 1999, consolidou suas atividades de seguros de P&C na If Skadeförsäkring AB, vendendo sua participação cinco anos depois.
No ano 2007 a companhia se expande para a Suécia ao comprar a seguradora Swedish SPP por 1.9 bilhão de euros, tornando-se a líder em seguros de vida e pensões na região nórdica.
Em 2014, A Storebrand Asset Management ultrapassa NOK os 500 bilhões em ativos sob gestão pela primeira vez.
Em 2017, a Storebrand completa 250 anos.
Em fevereiro de 2025, a  Storebrand possuía 2.2 milhões de clientes individuais e 55.000 clientes corporativos e teve uma receita total de mais de 10,7 bilhões de dólares em 2024.